# BitWarp
bitWarp（ビットワープ）とは、ソネットエンタテインメント（現：ソニーネットワークコミュニケーションズ）がかつて2008年2月28日からMVNO方式で提供していた通信サービス。

## bitWarp（W）
ウィルコムの回線を借り、最大通信速度204kbpsのデータ通信を利用できる。
2009年7月31日をもって新規受付を終了、2012年11月30日サービス提供終了。

## bitWarp（EM）
イーモバイルの回線を借り、最大通信速度7.2Mbpsのデータ通信を利用できる。2017年11月30日サービス提供終了。